# Tiberius Iulius Italicus
Tiberius Iulius Italicus (vollständige Namensform Tiberius Iulius Tiberi filius Falerna Italicus) war ein im 1. Jahrhundert n. Chr. lebender Angehöriger der römischen Armee.
Durch eine Inschrift, die in Forum Popilii gefunden wurde, ist seine militärische Laufbahn bekannt. Italicus diente als Centurio in den folgenden drei Legionen (in dieser Reihenfolge): in der Legio VII Macedonica (der späteren Legio VII Claudia), in der Legio XV Primigenia und zuletzt in der Legio XIII Gemina. Danach war er noch Primus Pilus in einer Legion, deren Name in der Inschrift nicht erhalten ist.
Italicus war in der Tribus Falerna eingeschrieben und stammte aus Italien.
Die Inschrift wird bei der EDCS auf 21/50 datiert. James Robert Summerly datiert die Laufbahn von Italicus in einen Zeitraum zwischen 35 und 60. Brian Dobson datiert die Inschrift in die Regierungszeit von Claudius (41–54).